# Karuste
Karuste – wieś w Estonii, w prowincji Sarema, w gminie Torgu.